# تأخير وإلغاء رحلات الطيران

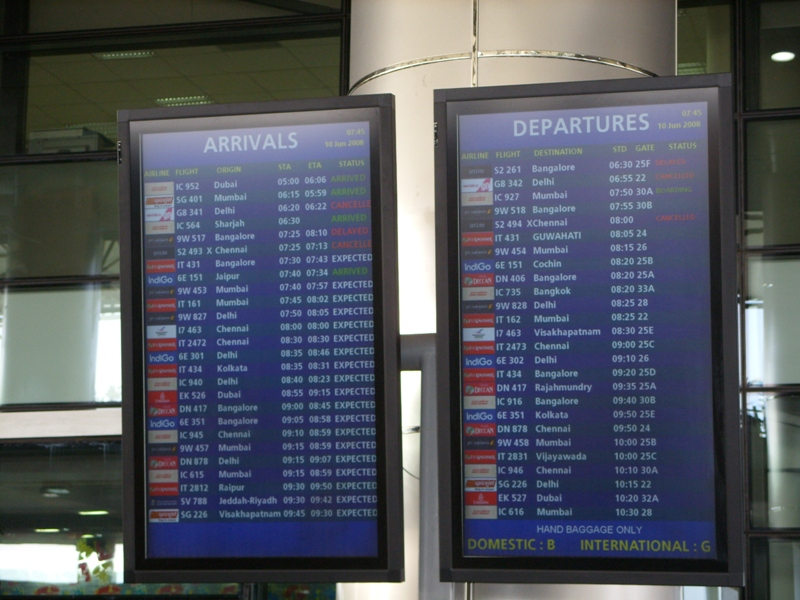
تأخرت إحدى الرحلات المعروضة هنا

تأخير الرحلة يحدث عندما تقلع رحلة طيران و / أو تهبط في وقت متأخر عن الوقت المحدد لها. تعتبر إدارة الطيران الفيدرالية (FAA) تأخر الرحلة عندما تكون متأخرة 15 دقيقة عن الوقت المحدد لها. يحدث الإلغاء عندما لا تقوم شركة الطيران بتشغيل الرحلة على الإطلاق لسبب معين.
في الاتحاد الأوروبي، تنص لائحة تعويضات الرحلات الجوية رقم 261/2004 على أن تأخير الرحلة لأكثر من ثلاث ساعات، والإلغاء ومنع الصعود على متن الطائرة يمنح الركاب حق الحصول على تعويض من 250 يورو إلى 600 يورو لكل مسافر من شركة الطيران.
في الولايات المتحدة، عندما يتم إلغاء الرحلات أو تأخيرها، قد يحق للمسافرين الحصول على تعويض بسبب القواعد التي تلتزم بها كل شركة طيران، وعادة ما تطبق القاعدة 240 أو القاعدة 218 في ظروف معينة. تحدد هذه القاعدة عادةً أنه يجوز للركاب الحصول على تعويضات معينة، بما في ذلك غرفة مجانية إذا كانت الرحلة التالية للرحلة الملغاة ستكون في اليوم التالي، واختيار طريقة سداد المبلغ، وإعادة التوجيه، والمكالمات الهاتفية، والمرطبات. عندما تتأخر الرحلة، تخصص إدارة الطيران الفيدرالية فتحات للإقلاع والهبوط بناءً على الرحلة المجدولة أولاً. تفرض وزارة النقل غرامة تصل إلى 27500 دولار لكل راكب للطائرات المتروكة على أرض المطار لأكثر من ثلاث ساعات دون الإقلاع (أربع ساعات للرحلات الدولية). ومع ذلك، لا يحق للمسافرين الحصول على تعويض نقدي مباشر بموجب قانون الولايات المتحدة عند حدوث تأخير. بدلاً من ذلك، يُطلب من شركات الطيران فقط دفع تكاليف إقامة الركاب إذا كان التأخير أو الإلغاء ناتجًا عن خطأ من جانبهم، ولكن ليس إذا كان السبب خارج عن إرادتهم، مثل الطقس.
في السعودية، لا يحق للناقل الجوي تأخير الرحلات عن مواعيدها، ما لم تقتضي دواعي الأمن والسلامة. ويجب على الناقل الجوي إبلاغ العميل بتأخر الرحلة قبل وقت الإقلاع بحد أقصى (45) دقيقة وعلى أن يحدد في الإبلاغ الوقت الجديد للإقلاع. وفي حال تأخر الرحلة أثناء تواجد العميل في الفندق، يجب على الناقل الجوي أن يتحمل تكاليف تمديد الإقامة الفندقية للعميل حتى موعد الإقلاع البديل، وإبلاغ العميل بموعد الإقلاع البديل وإرشاده بما سيتم. وفي حال تأخر الرحلة أو احتمال تأخرها لمدة تزيد عن (6) ست ساعات، فإنه يحق للعميل مطالبة الناقل الجوي بمعاملة الرحلة على أنها رحلة ملغاة وفقاً لأحكام إلغاء الرحلات. وفي حال امتداد التأخير عن الموعد الجديد للإقلاع لمدة تتجاوز (6) ست ساعات، يتعين على الناقل الجوي تمديد الرعاية الواجب عليه تقديمها للعميل والتي تشمل: مرطبات ومشروبات ابتداءً من الساعة الأولى. ووجبة ملائمة إذا تجاوزت مدة التأخير (3) ثلاث ساعات من الوقت الأصلي المحدد للمغادرة. وسكن فندقي ومواصلات من وإلى المطار إذا تجاوزت مدة التأخير (6) ست ساعات من الوقت الأصلي المحدد للمغادرة.

## الأسباب
منذ عام 2003، يتابع مكتب الولايات المتحدة لإحصائيات النقل أسباب تأخر الرحلات الجوية. زاد عدد تأخيرات الرحلات الجوية مع تقليص عدد الموظفين نتيجة المشاكل المالية التي أعقبت هجمات 11 سبتمبر.
تتضمن بعض أسباب تأخر الرحلات أو إلغائها ما يلي:
- مواطن الخلل في شركات الطيران. السبب الرئيسي لتأخير الرحلات، وفقًا لتحليل يو إس إيه توداي.[7]
- الازدحام في الحركة الجوية.
- الزلازل والتسونامي (على سبيل المثال، في حالة زلزال المحيط الهندي 2004 وتسونامي، وزلزال تشيلي 2010، وزلزال توهوكو وتسونامي 2011).
- تأجيج.[8]
- طقس قاس، مثل العواصف الرعدية أو الأعاصير أو العواصف الثلجية.[8]
- الوصول المتأخر للطائرة المراد استخدامها للرحلة من رحلة سابقة.[8]
- مشاكل الصيانة مع الطائرة.[8]
- قضايا أمنية.[8]
- الهجمات الإرهابية (على سبيل المثال، التفجير الانتحاري في حالة تفجير مطار دوموديدوفو الدولي، وتفجيرات بروكسل 2016، وهجوم مطار أتاتورك عام 2016).

## تأثيرات

### التكلفة لشركات الطيران
في الولايات المتحدة، تقدر إدارة الطيران الفيدرالية أن تأخير الرحلات يكلف شركات الطيران 22 مليار دولار سنويًا. ويرجع ذلك إلى حد كبير إلى أن شركات الطيران مجبرة على الدفع للسلطات الفيدرالية عندما تحتجز طائرات على المدرج لأكثر من ثلاث ساعات للرحلات الداخلية أو أكثر من أربع ساعات للرحلات الدولية.

### التكلفة على الركاب
تأخيرات الرحلات الجوية غير مريحة للركاب أيضًا. يمكن أن تكون الرحلة المتأخرة مكلفة بشكل خاص للمسافرين من رجال الأعمال من خلال التسبب في تفويتهم المواعيد المجدولة والتدخل في الالتزامات الأخرى. علاوة على ذلك، قد يعاني الركاب المتأخرون من الغضب والإحباط وحتى الغضب الجوي.

### تعويض
يتم تغطية الرحلات الجوية من الاتحاد الأوروبي عالميًا بموجب اللائحة (EC) رقم 261/2004 بغض النظر عن مكان المقر الرئيسي لشركة التشغيل. يتطلب هذا من شركات الطيران دفع تعويض إجمالي يصل إلى 600 يورو لكل راكب متأثر إذا تم إلغاء الرحلة في غضون مهلة قصيرة أو تأخيرها لأكثر من ثلاث ساعات عند الوصول (أربع ساعات للرحلات الطويلة). في الواقع، هذا يعني أنه لا يزال من الممكن مطالبة شركة طيران بدفع تعويض للركاب بموجب اللائحة (EC) رقم 261/2004 على الرغم من أنها لا تحتفظ بمكتب رئيسي أو فرعي في أوروبا.
إلى جانب ذلك، يتم أيضًا تغطية الرحلات الجوية إلى الاتحاد الأوروبي من دول أخرى بموجب اللائحة المذكورة إذا كانت شركة الطيران التي تقوم بالرحلة موجودة في دولة عضو في الاتحاد الأوروبي. لذلك، فإن الرحلة المغادرة من لندن إلى نيويورك على متن الخطوط الجوية الأمريكية تخضع للتنظيم، في حين أن رحلة العودة على نفس شركة الطيران ليست كذلك. من ناحية أخرى، إذا تم تشغيل رحلة من نيويورك إلى لندن من قبل شركة طيران تابعة للاتحاد الأوروبي، مثل لوفتهانزا أو الخطوط الجوية الفرنسية، فسيتم تطبيق اللائحة (EC) رقم 261/2004.
بعد الفترة الانتقالية بعد انسحاب المملكة المتحدة من الاتحاد الأوروبي، لم تعد تُعامل كدولة عضو بموجب اللائحة (EC) رقم 261/2004 ولكن كدولة ثالثة مثل الولايات المتحدة. ومع ذلك، فإن قانون الاتحاد الأوروبي (الانسحاب) لعام 2018 الذي دخل حيز التنفيذ في 30 ديسمبر 2020 أبقى على تشريعات الاتحاد الأوروبي التي كانت قابلة للتطبيق بشكل مباشر حتى الآن ودمجه في القانون المحلي البريطاني. وبالمثل، تم تحويل اختصاص محكمة العدل للاتحاد الأوروبي بشأن اللائحة (EC) رقم 261/2004 حتى نهاية عام 2020 إلى سوابق قضائية بريطانية من خلال نفس القانون. وبالتالي، يستمر المسافرون من وإلى بريطانيا العظمى في التمتع بنفس الحماية القانونية على رحلاتهم كما كان من قبل عندما كانت الدولة لا تزال عضوًا في الاتحاد الأوروبي.
فقط عدد قليل من الولايات الأخرى مثل الهند وكندا نفذت حقوق الركاب التي تمنح تعويضات بمبلغ إجمالي للمسافرين الذين يعانون من اضطرابات طيران كبيرة أيضًا. ومع ذلك، فإن المستحقات ذات الصلة تقتصر عمومًا على حالات المخالفات الجسيمة الناجمة عن إهمال شركة الطيران العاملة. ومن ثم، فإن هذه الأحكام توفر مستوى أدنى من الحماية للركاب مقارنة بالمعايير الأوروبية.

## بيانات تأخير الرحلة في الولايات المتحدة الأمريكية

### تحليل البيانات السنوي
استنادًا إلى بيانات تأخير الرحلة من عام 2015، يمكن إظهار بعض الارتباطات. يركز التحليل على أكبر عشرة مطارات في أمريكا، وهي؛ أتلانتا وشيكاغو ودالاس ودنفر ونيويورك (جون كينيدي) ولوس أنجلوس وسان فرانسيسكو ولاس فيغاس وسياتل وشارلوت. يؤكد تحليل البيانات أن توزيع التأخيرات عند المغادرة يشبه إلى حد بعيد توزيع التأخيرات عند الوصول وهناك علاقة قوية بين البيانات. الملاحظ هو متوسط وقت التأخير في الشهر وميل التأخير حسب أيام الأسبوع. ويلاحظ بوضوح أن متوسط تأخير الرحلة كان أكبر في فبراير ويونيو ويوليو وديسمبر. يبدو أن هذا يرتبط ارتباطًا وثيقًا بفترات العطلات. كما هو متوقع في شهر سبتمبر، فإن متوسط التأخير منخفض نسبيًا. يمكن للمرء أن يستنتج أن احتمال مواجهة تأخير الرحلة أكبر في الأشهر المذكورة أعلاه. كما أن أكثر أيام الطيران ازدحامًا هي أيام الاثنين والأحد والخميس. الجمعة هي أيضا يوم شعبي للطيران.

### أسباب التأخير
هناك عدة أسباب لتأخير الرحلة. من المثير للاهتمام أن ننظر إلى النسب أو فرص مواجهة نوع معين من التأخير. تميل أكثر من نصف الرحلات إلى التأخير (مع مراعاة التأخيرات الطفيفة مثل التأخير لمدة 5 أو 10 دقائق). تتأخر معظم الطائرات بسبب مشاكل في النظام الجوي أو تأخيرات في شركات الطيران. هذا مثير للاهتمام لأنه يعني أنه مجال من صناعة الطيران يمكن تحسينه. لدعم حجتنا، يلاحظ المرء أن انخفاض مقدار التأخيرات ناتج عن قضايا الطقس والأمن. أظهر لنا أن الأمان على سبيل المثال قد تم تحسينه إلى مستوى كبير جدًا ويمكن تجنب أنواع أخرى من التأخير في النهاية من خلال تحسين التنظيم في المطارات أو وضع جدول زمني لمنع التأخير. تأخيرات الطقس نادرة نوعًا ما وليست أسبابًا رئيسية لتأخير الرحلات الجوية.

### العروض
يوضح هذا القسم أداء شركات الطيران والمطارات في الوقت المحدد في عام 2015، وينصب التركيز على أكبر عشرة مطارات في الولايات المتحدة، وهي: أتلانتا وشيكاغو ودالاس ودنفر ونيويورك (جون كينيدي) ولوس أنجلوس وسان فرانسيسكو ولاس فيغاس وسياتل وشارلوت. تنقسم التأخيرات إلى ثلاث فئات، وهي «في الوقت المحدد أو تأخير بسيط» (حتى 15 دقيقة تأخير)، و «تأخير متوسط» (15-45 دقيقة تأخير) و «تأخير كبير» (تأخير 45 دقيقة). بهذه الطريقة يكون التمثيل الرسومي أكثر قابلية للفهم بالإضافة إلى إمكانية المقارنة المباشرة للمتغيرات المرتبطة بالتأخيرات. كما هو موضح، يمكن للمرء أن يلاحظ أن الخطوط الجوية التي كانت جيدة بشكل خاص في الوقت المحدد مقارنة بشركات الطيران الأخرى كانت خطوط دلتا الجوية وأمريكان إيرلاينز وألاسكا إيرلاينز. الشركات التي تميل إلى التأخير الأكبر هي خطوط سبيريت وأمريكان إيرلاينز خطوط ساوث ويست وخطوط فرونتير. حتى لو أمكن إجراء بعض الملاحظات، لا يمكن للمرء أن يقول إن شركة طيران واحدة أفضل من الأخرى. يمكن أن يكون نفس النوع من التحليل واحدًا لمطارات مختلفة. في هذه الحالة، يمكن للمرء أن يلاحظ أن مطارات مثل نيويورك وأتلانتا تبرز بشكل إيجابي، في حين أن أكثر المطارات تكرارًا هو شيكاغو. ومع ذلك، فإن الاختلافات أقل وضوحًا، وبشكل عام، يمكن للمرء أن يستنتج أن شركات الطيران تلعب دورًا أكثر أهمية من مطارات المغادرة. أخيرًا، يتم تحليل متغيرات الطقس (الرطوبة وسرعة الرياح) والعطلات. بعد ملاحظة أن العلاقة بين الرطوبة والتأخيرات تكاد تكون معدومة، يمكن للمرء أن يلاحظ أن كلاً من سرعة الرياح والعطلات لها تأثير معين على تأخير الرحلات.

## روابط خارجية
- مكتب الولايات المتحدة لإحصائيات النقل معلومات عن تأخير الرحلات